# گمینا ویچفنگا کوشچیلنا
گمینا ویچفنگا کوشچیلنا (به لهستانی:  Gmina Wieczfnia Kościelna) یک گمینا در لهستان است که در شهرستان مواوا واقع شده‌است. گمینا ویچفنگا کوشچیلنا ۱۱۹٫۸۱ کیلومتر مربع مساحت و ۴٬۲۲۲ نفر جمعیت دارد.